# 工藤雅典
工藤 雅典（くどう まさのり、1958年 - ）は、日本の映画監督。日本映画監督協会理事。

## 経歴
北海道夕張市出身。夕張北高校を経て、1983年法政大学法学部を卒業し、にっかつ入社。にっかつ撮影所で助監督となり、1991年、フジテレビ「世にも奇妙な物語」の1エピソード「ボタン」（伊武雅刀主演）で初監督。その後オリジナルビデオ作品の監督、Xces Filmなどのピンク映画で活躍。遅咲きの監督デビューだが、多くのにっかつロマンポルノ作品、一般映画作品で助監督を務めた。
出自であるにっかつロマンポルノ作品に思い入れがあり、ポルノ作品、サスペンス作品に定評がある。
敬愛する映画監督は鈴木清順。

## 監督作品

### テレビ
- 世にも奇妙な物語（1991年、フジテレビ）[1]

### オリジナルビデオ
- ラブホテルの夜（1996年1月21日）[3]
- 女教師2（1995年）
- 女教師3（1996年）
- 女教師4（1996年）
- Would you like to ダンス？（1996年）
- 雛形な若妻（1999年）
- 美人おしゃぶり教官／肉体路上教習（2001年）
- 和服熟女（2001年）
- OL強制猥褻（2001年）
- 私に股がして！ 寝とられた人妻　夕樹舞子（2005年）
- 昭和の女／立ちんぼ妻の性癖（2006年）
- 女子大生教師　不倫の代償（2007年）
- おひとりさま／三十路OLの性（2008年）
- 魔性のニュースキャスター／不倫中毒（2008年）
- 通勤電車／痴女姉妹の願望（2009年）
- お掃除女子　至れり、尽くせり（2010年）
- 夏の愛人（2011年）

### 映画
- 人妻発情期　不倫まみれ（1999年4月29日）脚本兼任
- 美人取立て屋　恥ずかしい行為（1999年1999年12月30日）脚本兼任
- ハイヒールの女　赤い欲情（2000年12月8日）
- 和服熟女　三十路のさかり（2001年8月10日、Xces Film）脚本兼任[4]
- 美人家庭教師　半熟いじり（2001年12月7日、Xces Film）脚本兼任[5]
- 美人家庭教師　欲しがる下半身（2002年7月19日、Xces Film）脚本兼任[6]
- 寝乱れ義母　夫の帰る前に…（2003年7月18日、Xces Film）脚本兼任[7]
- 如何にも不倫、されど不倫（2008年12月5日、Xces Film）脚本兼任[8][9]
- 痴漢電車　女が牝になる時（2009年6月16日、Xces Film）脚本兼任[10]
- お掃除女子　至れり、尽くせり（2010年7月30日、Xces Film）脚本兼任[11]
- 夏の愛人　おいしい男の作り方（2011年8月12日、Xces Film）脚本兼任
- 甘い蜜／悪徳スカウトマンの罠（2014年3月5日、別題：「連れ込み妻　夫よりも…激しく、淫靡に。」、Xces Film）[12][13]脚本兼任
- 師匠の女将さん いじりいじられ（2018年12月21日、オーピー映画）脚本兼任[14]
- 爛れた関係　猫股のオンナ（2019年9月13日、オーピー映画）脚本兼任[15]
- 人妻の湿地帯　舌先に乱されて（2020年1月24日、オーピー映画）脚本兼任[16]
- 悶々法人 バリキャリ男喰い（2022年3月11日、オーピー映画）
- 職場秘汁 魔性の指使い（2023年10月20日、オーピー映画）脚本兼任
- 純愛芸術 最後の恋の描き方（2024年12月6日、オーピー映画）脚本兼任[17]